# Hagenah (Heinbockel)
Hagenah (plattdeutsch Hogenoh) ist eine Ortschaft im niedersächsischen Landkreis Stade. Sie gehört seit dem 1. Juli 1972 der Gemeinde Heinbockel in der Samtgemeinde Oldendorf-Himmelpforten an. Am Südrand von Hagenah fließt die Schwinge entlang. Zu Hagenah gehören die Wohnplätze Willah und Willahermoor.

## Geographie und Verkehrsanbindung

### Geographische Lage
Hagenah liegt auf der Stader Geest an der Schwinge in der Nähe des Hohen Moors.

### Nachbarorte
| Siedlung Oldendorf | Heinbockel                                  | Weißenmoor |
| Willah, Elmerheide | Kompassrose, die auf Nachbargemeinden zeigt | Schwinge   |
|                    | Mulsum                                      | Fredenbeck |

### Verkehr
Durch den Ort verläuft die Bundesstraße 74, die von Bremervörde nach Stade führt. Die Kreisstraße 57 führt im Norden nach Heinbockel. Kleinere Nebenstraßen führen nach Mulsum und Oldendorf.
Der nächste Bahnanschluss besteht im ca. 10 km entfernten Hammah an die Niederelbebahn.

## Geschichte

### Vor- und Frühgeschichte
Eine vorgeschichtliche Besiedlung lässt sich durch die Steinkiste von Hagenah belegen, die aus der Bronzezeit (ca. 1500–1250 v. Chr.) stammt.

### Verwaltungsgeschichte
Vor 1885 gehörte Hagenah zur Börde Oldendorf im Amt Himmelpforten, nach 1885 zum Kreis Stade und seit 1932 zum jetzigen Landkreis Stade.
Im Zuge der Gebietsreform ging die bis dahin selbstständige Gemeinde Hagenah mit ihren Ortsteilen Willah und Willahermoor zum 1. Juli 1972 in die Gemeinde Heinbockel auf.

### Einwohnerentwicklung
| Jahr | Einwohner            |
| ---- | -------------------- |
| 1824 | 15 Feuerstellen      |
| 1848 | 254 Leute, 34 Häuser |
| 1871 | 272 Leute, 35 Häuser |
| 1910 | 324                  |
| 1925 | 315                  |
| 1933 | 359                  |
| 1939 | 313                  |
| 2010 | 689                  |

### Religion
Hagenah ist evangelisch-lutherisch geprägt und gehört zum Kirchspiel der Martinskirche in Oldendorf.

## Kultur

### Bauwerke
- Kriegerdenkmal: Das Kriegerdenkmal auf dem Hagenaher Friedhof gedenkt den Gefallenen aus Hagenah und Heinbockel in den beiden Weltkriegen sowie fünf weiteren Soldaten aus den Ostgebieten, deren Familien nach dem Zweiten Weltkrieg als Heimatvertriebene nach Hagenah gekommen sind. Im Ersten Weltkrieg sind 23 Soldaten aus Hagenah gefallen oder vermisst und im Zweiten Weltkrieg waren es 22.[6]

### Vereine

#### Freiwillige Feuerwehr
Hagenah hat eine eigene Freiwillige Feuerwehr, die auch für ein ganzes Stück der B 74 zuständig ist und daher viel mit Unfällen zu tun hat.
1970 war die Feuerwehr noch mit einem Fahrzeug und zwei Anhängern ausgerüstet. Ein Anhänger war mit Gerätschaften für Brandbekämpfung und einer mit Gerätschaften für technische Hilfe ausgestattet. 1987 hat die Feuerwehr erstmals ein Löschgruppenfahrzeug vom Typ LF 8 gekriegt. 2014 erhielt die Feuerwehr ein neues Fahrzeug vom Typ HLF 10 (Kosten: rund 196 000 Euro). Ein neues Feuerwehrhaus wurde 2006/08 erbaut.

#### TSV Hagenah
Der TSV Hagenah spielt in der 2. Faustball-Bundesliga.